# Criollo anguilano
El criollo de Anguila es un dialecto del Inglés criollo del Caribe de Sotavento hablado en Anguila una isla y Territorio Británico de Ultramar en el Caribe. Aunque está clasificado como un dialecto del inglés criollo caribeño de Sotavento hablado en Saint Kitts y Nevis, Antigua y Montserrat debido a una historia colonial británica común, en realidad está más cerca de la Islas Vírgenes Británicas y la isla de San Martín variedades de Criollo de las Islas Vírgenes. El número de hablantes de criollo anguilano está por debajo de los 10.000. El criollo de Anguila no tiene el estatus de idioma oficial.